# Svartvingad lori
Svartvingad lori (Trichoglossus cyanogenius) är en fågel i familjen östpapegojor inom ordningen papegojfåglar.

## Utseende och läte
Svartvingad lori är en liten (10 cm) lysande röd papegoja med lång stjärt. Den har en violett fläck på örontäckarna och svart på mantel och vingtäckare. Undersidan av vingen är röd, med en smal svart bakkant och ett gulaktigt band innanför. Det skriande lätet är kraftigare och kortare än det hos regnbågslorikiten.

## Utbredning och systematik
Fågeln förekommer enbart på öar i Geelvink Bay utanför nordvästra Nya Guinea. Den behandlas som monotypisk, det vill säga att den inte delas in i några underarter.

### Släktestillhörighet
Svartvingad lori med släktingar placeras traditionellt i släktet Eos. Genetiska studier visar dock att de är relativt närbesläktade med arterna i Trichoglossus och inkluderas därför däri.

## Status och hot
Svartvingad lori har ett litet utbredningsområde. Den tros också minska i antal till följd av habitatförlust och fångst för burfågelindustrin. Internationella naturvårdsunionen IUCN kategoriserar den som nära hotad (NT).

## Bilder

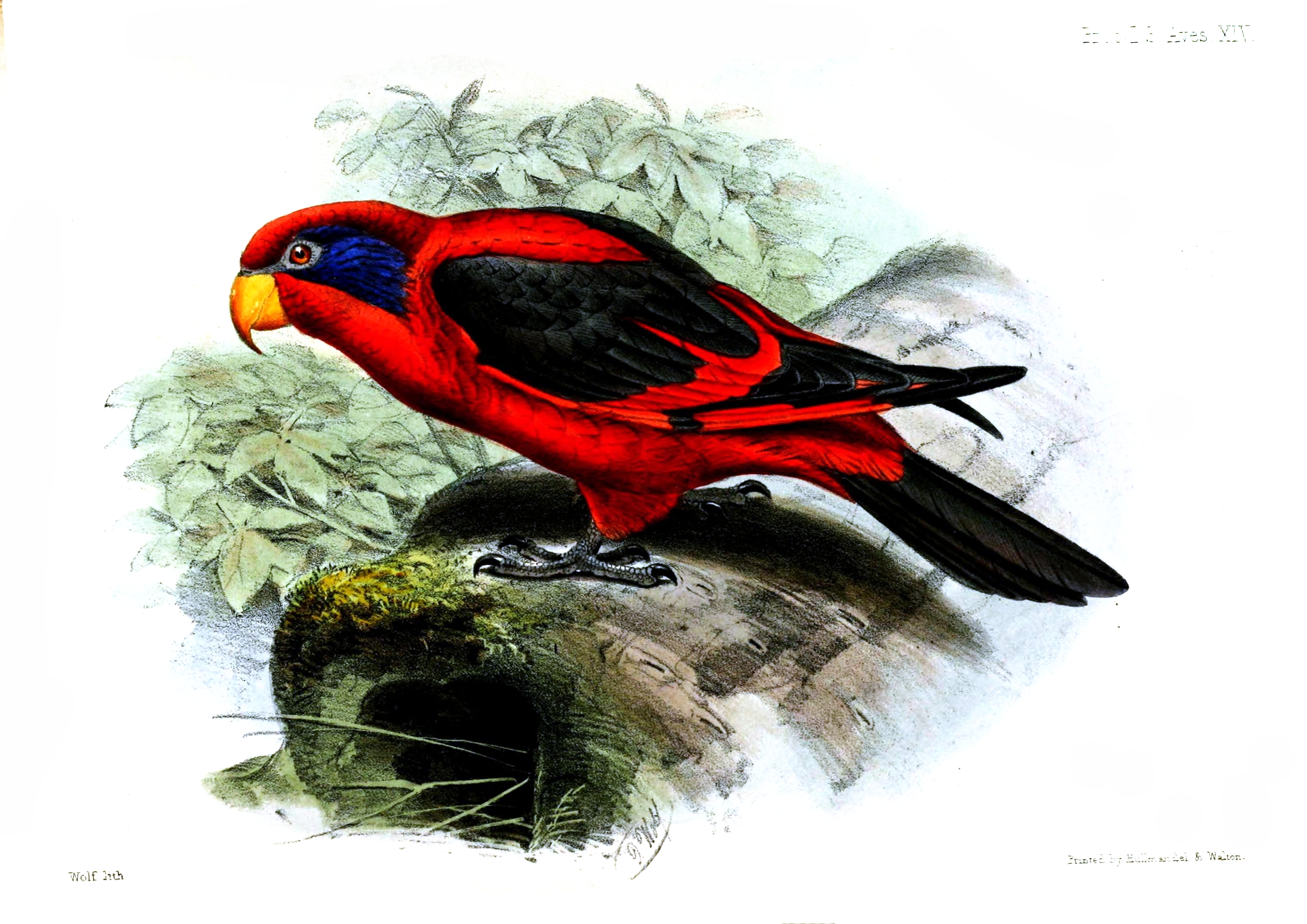
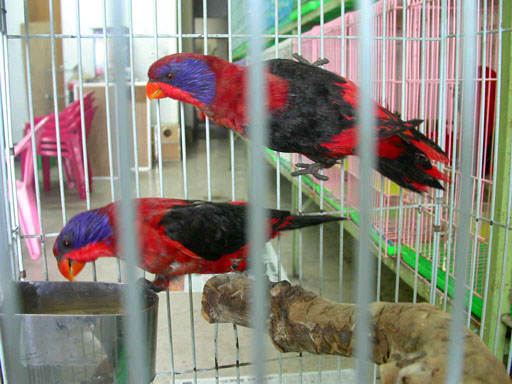